# Comuna de Paszowice
Paszowice (polaco: Gmina Paszowice) é uma gminy (comuna) na Polónia, na voivodia de Baixa Silésia e no condado de Jaworski. A sede do condado é a cidade de Paszowice.
De acordo com os censos de 2004, a comuna tem 3862 habitantes, com uma densidade 38,3 hab/km².

## Área
Estende-se por uma área de 100,84 km², incluindo:
- área agricola: 63%
- área florestal: 30%

## Demografia
Dados de 30 de Junho 2004:
|                      | Total   | Total | Mulheres | Mulheres | Homens  | Homens |
| -------------------- | ------- | ----- | -------- | -------- | ------- | ------ |
|                      | pessoas | %     | pessoas  | %        | pessoas | %      |
| População            | 3862    | 100   | 1914     | 49,6     | 1948    | 50,4   |
| Densidade (pop./km²) | 38,3    | 100   | 19       | 19       | 19,3    | 19,3   |

De acordo com dados de 2002, o rendimento médio per capita ascendia a 1093,77 zł.

## Comunas vizinhas
- Bolków, Dobromierz, Jawor, Męcinka, Mściwojów